# Headlights
«Headlights» — п'ятий сингл з восьмого студійного альбому американського репера Емінема The Marshall Mathers LP 2. Пісню записано з участю фронтмена Fun. Нейта Рюсса. Вона є вибаченням перед матір'ю, Деббі Мезерс, яку він раніше критикував безліч разів у своїх піснях, закликом до перемир'я, возз'єднання. Більшість критиків позитивно оцінили трек.

## Передісторія й тематика
Eminem мав складні стосунки з матір'ю з самого дитинства. Зокрема репер ображав її у дебютному синглі «My Name Is» та «Cleanin' Out My Closet». Назва є посиланням на їхню останню зустріч. Коли вона від'їхала, він із сумом зосередився на світлі фар її авта. Eminem згадує своє вигнання з будинку напередодні Різдва, постійні бійки, коли його молодшого зведеного брата віддали на виховання до іншої родини. Він також висловлює жаль через її неучасть у житті його дітей. Репер визнає несправедливість свого осуду за важке виховання й віддає належне за її зусилля як матері. Eminem зізнається, що він досі відчужений до Деббі.
Репер також заявляє, йому неприємно, коли він чує «Cleaning Out My Closet» на радіо й він більше не виконує цю пісню на концертах.
В інтерв'ю Свею Келловею виконавець сказав, усе, що він хотів адресувати матері, є на «Headlights», тож він, імовірно, більше не розмовлятиме на цю тему".

## Запис
Додаткові клавішні: Луїс Ресто. Звукорежисери: Майк Стрендж, Джо Стрендж, Тоні Кампана. Приспів виконує Нейт Рюсс.

## Відеокліп
Режисер: Спайк Лі. Кліп зняли 5 квітня у Детройті. Прем'єра відбулась 11 травня у День матері. У відео зображено складні стосунки між Емінемом та його матір'ю.

## Чартові позиції
| Чарт (2013-2014)                              | Найвища позиція |
| --------------------------------------------- | --------------- |
| Австралія (ARIA)                              | 21              |
| Австралія (Urban)                             | 4               |
| Бельгія (Ultratip Flanders)                   | 64              |
| Фландрія (Urban)                              | 40              |
| Велика Британія (The Official Charts Company) | 83              |
| Велика Британія (UK R&B Chart)                | 9               |
| Ірландія (IRMA)                               | 60              |
| Канада (Canadian Hot 100)                     | 54              |
| США (Billboard Hot 100)                       | 45              |
| США (Hot R&B/Hip-Hop Songs) (Billboard)       | 11              |
| США (Mainstream Top 40) (Billboard)           | 25              |
| США (Rap Songs) (Billboard)                   | 5               |
| США (Rhythmic) (Billboard)                    | 17              |

## Історія виходу
| Країна          | Дата           | Формат                 | Лейбл                        |
| --------------- | -------------- | ---------------------- | ---------------------------- |
| Австралія       | 5 лютого 2014  | Сучасне хітове радіо   | Universal Music              |
| США             | 4 березня 2014 | Сучасне ритмічне радіо | Aftermath, Shady, Interscope |
| США             | 4 березня 2014 | Сучасне хітове радіо   | Aftermath, Shady, Interscope |
| Італія          | 11 квітня 2014 | Сучасне хітове радіо   | Aftermath                    |
| Велика Британія | 19 травня 2014 | Сучасне хітове радіо   | Aftermath                    |

## Сертифікації
| Країна    | Сертифікація | Наклад  |
| --------- | ------------ | ------- |
| Австралія | Платиновий   | 70 тис. |